# Danakil-Alpen
Die Danakil-Alpen (Danakil Alps) sind eine Hochlandregion in Äthiopien und Eritrea mit Gipfeln über 1000 Metern Höhe und einer Breite zwischen 40 und 70 Kilometern.
Die Hochlandregion liegt östlich der Danakil-Depression und trennen sie vom südlichen Roten Meer. Ein Riss, der zum Roten Meer gerichtet ist, bildet die östliche Grenze des Gebirges. Geologisch wird dieses Hochland als Horst bezeichnet  und ist auch als Danakil-Horst oder Danakil-Block bekannt.  Unter der Region liegt präkambrisches Kellergestein, und im Küstengebiet von Eritrea sind präkambrisches und mesozoisches Gestein freigelegt. Das Kellergestein der Alpen ist seit der Oligozän-Epoche mit Flutbasalt überzogen. Vor etwa 20 Millionen Jahren öffnete sich die Afar-Kluft. Dies führte dazu, dass sich die Alpen von dem äthiopischen Plateau, an das sie zuvor angebunden waren, nach Osten / Nordosten abwanderten.
In den Danakil-Alpen gibt es zahlreiche vulkanische Gebiete, wie zum Beispiel das Nabro-Vulkangebirge. Die größten der Nabro Vulkane sind Mallahle, Nabro und Dubbi. Das Gebiet erstreckt sich nordwestlich bis zum Roten Meer und endet mit dem Vulkankegel Kod Ali vor der Küste.